# All the Small Things
All the Small Things är en singel från 2000 av skatepunkbandet blink-182.

## Låtens handling
- Låten skrev Tom DeLonge till sin flickvän för att göra henne glad. Raden "She left me roses by the stairs" är taget från verkligheten. Toms flickvän lämnade alltid rosor i trapporna då han kom hem eftersom han jobbade sent varje kväll med att spela in låtar till Enema of the State. Den handlar i stort sett om att det är "all the small things" som spelar roll.[1]

## Musikvideon
Musikvideon gjorde blink-182 kända för den stora massan. Under hela musikvideon parodierar gruppmedlemmarna musikvideorna till andra, då framgångsrika, artister och musikgrupper på ett fyndigt (och omoget) sätt. Exempel på de träffade: Backstreet Boys, Britney Spears, *NSYNC, 98 Degrees, Westlife, Christina Aguilera och Five.